# Nuestras coplas
Nuestras coplas – debiutancki album studyjny hiszpańskiej piosenkarki Pastory Soler, wydany 16 września 1994 przez wytwórnię Polygram.
Płyta składa się z dziesięciu kompozycji, a za jej produkcję odpowiedzialny był Luis Sanz. Album został dobrze odebrany przez publiczność i krytyków w Hiszpanii.

## Lista utworów
| Nr  | Tytuł                          | Autorzy                                                                          | Czas  |
| --- | ------------------------------ | -------------------------------------------------------------------------------- | ----- |
| 1.  | „Triniá”                       | Miquel Manuel Lopez Quiroga, Rafael De Leon Arias De Saavedra, Salvador Valverde | 3:34  |
| 2.  | „Romance de la reina Mercedes” | Miquel Manuel Lopez Quiroga                                                      | 5:10  |
| 3.  | „Puertecita de mi casa”        | Miquel Manuel Lopez Quiroga                                                      | 3:19  |
| 4.  | „Capote de grana y oro”        | Miquel Manuel Lopez Quiroga                                                      | 4:01  |
| 5.  | „Rosa y clavel”                | Miquel Manuel Lopez Quiroga                                                      | 2:43  |
| 6.  | „Curro Romero”                 | Solano                                                                           | 3:47  |
| 7.  | „La Flor de los cantes”        | Miquel Manuel Lopez Quiroga                                                      | 3:50  |
| 8.  | „La Niña de puerta oscura”     | Miquel Manuel Lopez Quiroga                                                      | 3:42  |
| 9.  | „Manolita la primera”          | Miquel Manuel Lopez Quiroga                                                      | 3:20  |
| 10. | „Una cantaora”                 | Miquel Manuel Lopez Quiroga                                                      | 4:04  |
|     |                                | Całkowita długość:                                                               | 37:30 |